# Святой покровитель
Свято́й покрови́тель (патрональный святой) — святой в христианской религии, который считается защитником отдельного человека, храма, населённого пункта, народа, страны, представителей отдельной профессии или какой-то социальной группы.

## История
Уже в IV веке именами апостолов и мучеников стали называть новорождённых, в надежде на благословение. Предмет покровительства начали связывать с легендами про святых. Например, Франциск Ассизский, любящий природу, стал святым покровителем экологов, а Франциск Сальский, будучи писателем, считается покровителем писателей и журналистов. Такому сравнительно современному изобретению, как телевидение, было присвоено покровительство Клары Ассизской, так как она, согласно одной из легенд, смогла видеть и слышать рождественскую мессу, лёжа с болезнью в кровати. 
Русский народ считал покровителем земледелия и скотоводства Святого Георгия. Особое место в небесном заступничестве занимают русские святые. В череде последних императоров, соимённых со святыми, по этой причине были небесные сродники: у Александра I, Александра II и Александра III — Святой Александр Невский; у Николая I и Николая II — Святой Николай Чудотворец. Им посвящены два придела в храме Христа Спасителя.

## Примеры
- Георгий Каппадокийский[3] или Святой Георгий «Победоносец», покровитель Москвы[4];
- Святой Михаил, покровитель Нормандии;
- Святой Николай, покровителя мореплавания;
- Святой Патрик, покровитель Ирландии;
- Исидор Севильский — покровитель Интернета;
- и так далее.